# Líšina
Líšina é uma comuna checa localizada na região de Plzeň, distrito de Plzeň-jih.

## Galeria

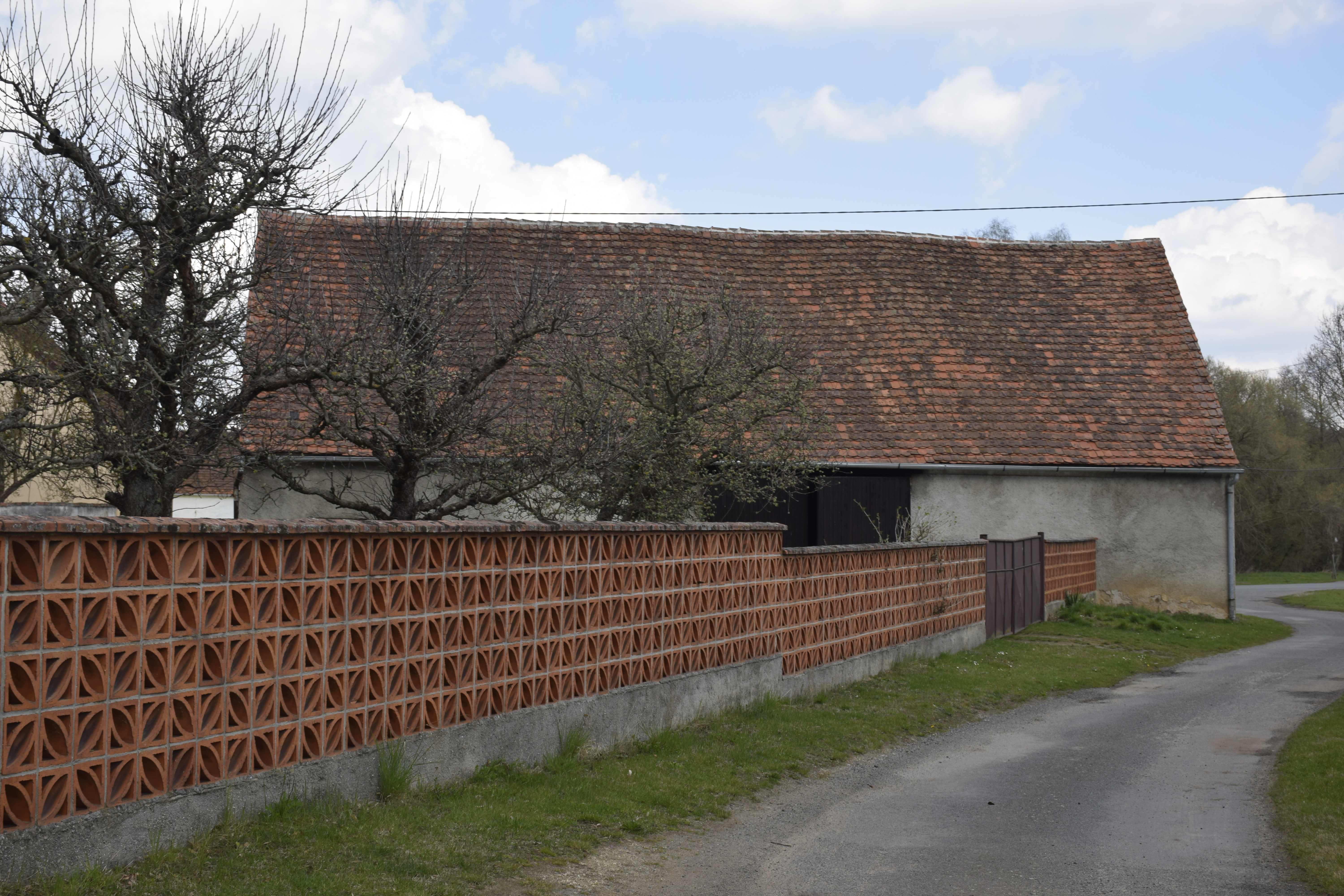
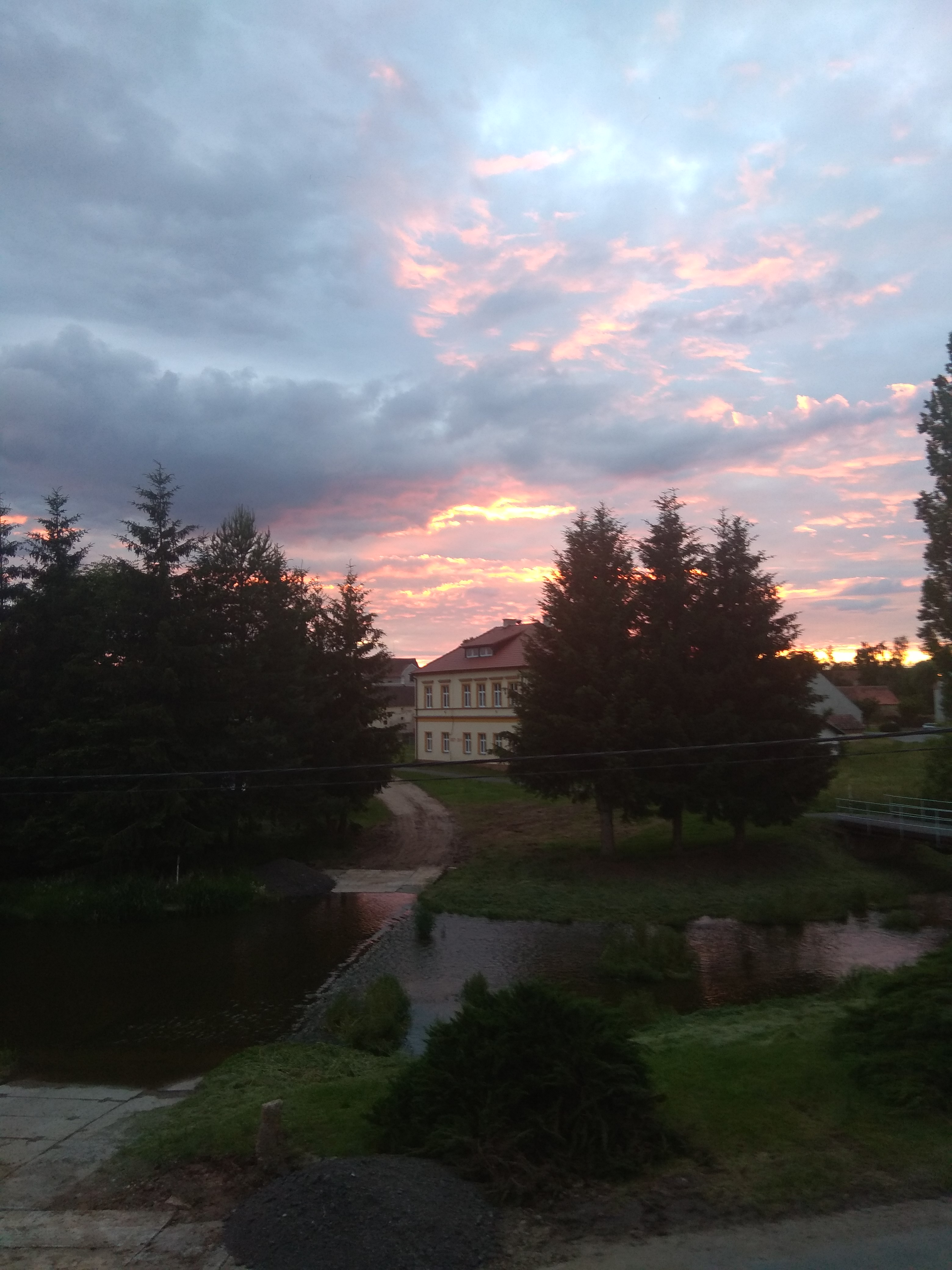
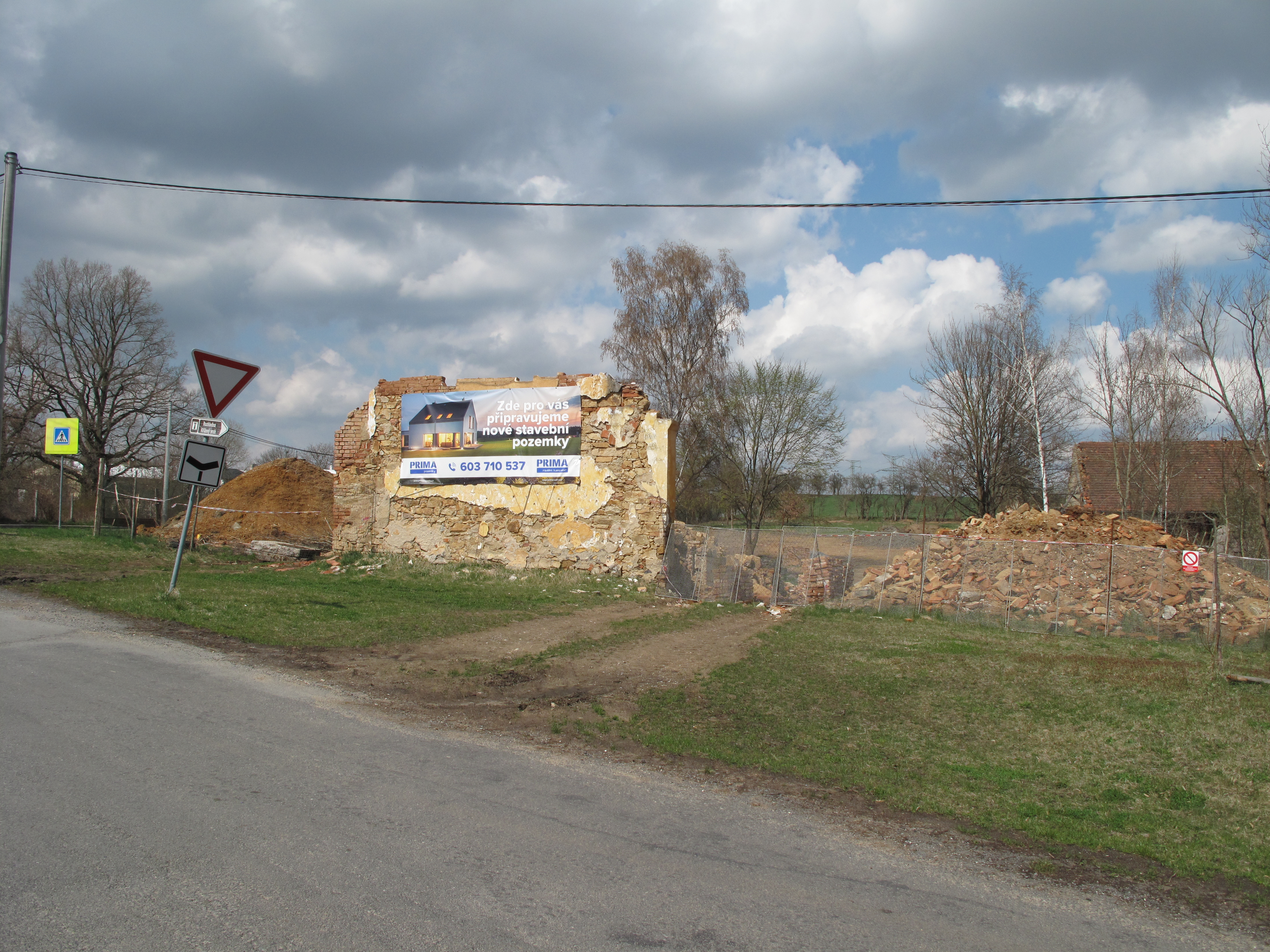
2022